# Mooreland (Oklahoma)
Mooreland es un pueblo ubicado en el condado de Woodward en el estado estadounidense de Oklahoma. En el año 2010 tenía una población de 1190 habitantes y una densidad poblacional de 566,67 personas por km².

## Geografía
Mooreland se encuentra ubicado en las coordenadas 36°26′15″N 99°12′20″O / 36.43750, -99.20556 (36.437517, -99.205420).

## Demografía
Según la Oficina del Censo en 2000 los ingresos medios por hogar en la localidad eran de $31,680 y los ingresos medios por familia eran $38,654. Los hombres tenían unos ingresos medios de $28,906 frente a los $21,574 para las mujeres. La renta per cápita para la localidad era de $16,657. Alrededor del 10.4% de la población estaban por debajo del umbral de pobreza.